# تلیسی
تلیسی (به لاتین: Tlisi) یک منطقهٔ مسکونی در روسیه است که در داغستان واقع شده‌است.